# Zilla diodia
Zilla diodia (Walckenaer, 1845) è un ragno appartenente alla famiglia Araneidae.

## Distribuzione
La specie è stata rinvenuta in diverse località della regione che va dall'Europa all'Azerbaigian.

## Tassonomia
Non sono stati esaminati esemplari di questa specie dal 2005
Attualmente, a dicembre 2013, è nota una sola sottospecie:
- Zilla diodia embrikstrandi (Kolosváry, 1938) - Italia